# Kamienica przy ul. Sprzecznej 8 w Warszawie
Kamienica przy ul. Sprzecznej 8 – zabytkowa kamienica znajdująca się przy ul. Sprzecznej 8 w Warszawie, w dzielnicy Praga-Północ.

## Opis
Dwuktraktowa, sześciokondygnacyjna, ceglana kamienica została wzniesiona w latach 1911−1912 dla Anny i Leona Józefa Klatczyńskich. Na każdnym piętrze zaplanowano po cztery 2- i 3-pokojowe mieszkania. Wzdłuż południowej ściany szczytowej powstał przejazd bramny prowadzący na podwórze, w którym umieszczono wejście do jedynej klatki schodowej. Na bocznej ścianie umieszczono zachowane inicjały właścicieli „KL” z krzyżem i datą „1912”.
W kamienicy mieszkali m.in. strażacy, kolejarze i handlowcy, a także wynalazca Szczepan Łazarkiewicz. Na parterze znajdowały się sklepy.
Budynek bez większych zniszczeń przetrwał II wojnę światową. W okresie powojennym skuto z niego tynki i usunięto balkony.
W 2019 roku kamienica została wpisana do rejestru zabytków.